# Aaron Bancroft
Pour le joueur de rugby à XV, voir Aaron Bancroft (rugby à XV).
Aaron Bancroft (né à Reading le 10 novembre 1755, mort à Worcester le 19 août 1839) est un pasteur américain.

## Biographie
Fils de Samuel Bancroft et de Lydia Parker, il commence ses études pendant la révolution américaine, il servir comme minuteman et participa aux batailles de Lexington et de Bunker Hill. En 1778 il sort diplômé en théologie de l'Université Harvard et par la suite enseigne, comme missionnaire, à Yarmouth pendant trois ans.
En 1785, il s'installe à Worcester comme pasteur et reste à ce poste jusqu'à sa mort. Mettant à contribution au milieu de sa vie son point de vue théologique vers l'arminianisme et son plaidoyer en faveur du libéralisme, il est devenu un leader mentionné au début de la période du schisme unitarien.
Il publia un éloge de George Washington en 1800 et a écrit une biographie subséquente de Washington en 1807
En 1805 il est élu Membre de l'American Academy of Arts and Sciences. Bien que président de l'American Unitarian Association il adhère au nom et au système de congrégationalisme jusqu'à sa mort. Il est élu membre de l'American Antiquarian Society en 1812.
Son fils George Bancroft, historien américain, fut secrétaire à la marine des États-Unis et ambassadeur des États-Unis au Royaume-Uni.

## Œuvres
- Life of George Washington in Chief of the American Army Through the Revolutionary War and the First President of the United States. London, édité par J.Stokdale, 1808.